# Acanthocybium solandri
El peto, sierra golfina, guaju (o en inglés wahoo), o kana kana, de nombre científico Acanthocybium solandri, es una especie de pez de la familia Scombridae en el orden de los Perciformes.

## Morfología
Los machos pueden llegar a alcanzar 250 cm de longitud total y 83 kg de peso.

## Distribución geográfica
Se encuentra en el océano Atlántico, el océano Índico y el océano Pacífico, incluyendo el mar Caribe y el mar Mediterráneo.